# Amable Nicolas Lhomond
Pour les articles homonymes, voir Lhomond.
Amable Nicolas Lhomond, né à Bayonvillers le 21 octobre 1770 et mort le 26 février 1854 à Montmartre (Paris), est un mécanicien français.

## Biographie
Diplômé de l'École aérostatique, il fait partie de l'expédition d'Égypte, et il est employé en qualité de capitaine de la section de mathématiques. Il devient chef de bataillon en Égypte.